# Psyllaephagus solanensis
Psyllaephagus solanensis är en stekelart som beskrevs av Sushil och Muhammad Sharif Khan 1995. Psyllaephagus solanensis ingår i släktet Psyllaephagus och familjen sköldlussteklar. Inga underarter finns listade i Catalogue of Life.